# Безумный Макс 3: Под куполом грома
«Безумный Макс 3: Под куполом грома» (англ. Mad Max Beyond Thunderdome) — фантастический кинофильм в жанре «постапокалипсис», третий в медиафраншизе о Максе Рокатански. Посвящён продюсеру предыдущих двух фильмов Байрону Кеннеди.

## Сюжет
Действия происходят спустя 15 лет после событий фильма «Безумный Макс 2: Воин дороги». Как известно из второй части, ядерная война разрушила цивилизацию на Земле. Так, в Австралии, на родине Макса Рокатански, пустыня теперь даже там, где не так давно высились высокоразвитые города. Макс путешествует по заброшенным дорогам, которые уже окончательно засыпаны песком. Судьба приводит его в зловонный из-за свиного навоза (топлива для местной электростанции) Бартертаун (название указывает на основное занятие жителей — натуральный обмен, бартер) — город-форт, управляемый жестокой Тётушкой Энтити, которая как кошка с собакой делит власть с главным инженером — карликом Мастером, которого всегда таскает на плечах гигант Бластер. В поисках украденного у него имущества Макс встречает Энтити. Она обещает Максу вернуть имущество, если тот победит Бластера под куполом Грома. Макс побеждает, но, когда, сбив с головы Бластера шлем, собирается его добить, видит, что это психически неполноценный человек, и отказывается нанести смертельный удар. Тётушка всё равно приказывает своим воинам добить раненого, и, так как по законам города человек, нарушивший договор, приговаривается к «рулетке», по её итогам Макса отправляют в пустыню без еды и воды, привязанным к лошади.
Волею самых невероятных случайностей Макс выживает и оказывается в благодатном секретном оазисе, где живёт секта, состоящая из дикарей, среди которых много детей, а самым старшим по 14 лет, выживших после авиакатастрофы (давняя история, передаваемая изустно; очевидно, отголоски событий, произошедших во время Войны) и в скором времени одичавших. Отщепенцы принимают Макса за командира экипажа того самолёта, молятся на него, как на пророка, и просят отвезти их на самолёте в родной город. Макс пытается убедить их, что самолёт уже десятилетия как врос в песок и никуда не полетит; что никаких городов больше нет, что общине лучше остаться в своём благословенном мирке. Некоторые сектанты под руководством исступлённой старшей девушки всё же принципиально уходят искать Землю Обетованную в пустыню. Максу приходится идти спасать неразумных, чтобы не дать погибнуть в пустыне. Они снова попадают в Бартертаун, освобождают из рук Тётушки лишившегося телохранителя карлика Мастера и, с помощью пронырливого узника, чей пожизненный приговор заключался в уборке свиного навоза, уезжают на поезде прочь из Бартертауна. Этот поезд нарушает всю энергетику Бартертауна, и Энтити выезжает в погоню за компанией Безумного Макса в надежде вернуть карлика и заставить его всё починить. Рельсы быстро заканчиваются, но, к счастью для Макса, как раз тут оказывается убежище пилота и его сына. Всех вместе Макс сажает на самолёт, а сам врезается на автомобиле прямо в гущу автоколонны Энтити, идя на верную смерть. Воспользовавшись минутной оторопью в рядах преследователей, люди на самолёте счастливо улетают. В очнувшегося Макса тычут огнестрельными стволами солдаты Энтити, но та внезапно милует его, изрекая «мы теперь парочка», и отпускает восвояси.
В конце фильма показаны колонисты, высадившиеся из самолёта в Сиднее, ставшим городом-призраком. Они благодарны Максу за своё спасение и искренне надеются основать новую очищенную цивилизацию.

## В ролях
- Мел Гибсон — Макс Рокатански[англ.]
- Тина Тёрнер — тётушка Энтити
- Фрэнк Тринг — Собиратель, главный меняла «города менял» Бартертаун
- Анджело Росситто — Мастер, уродливый карлик недюжинного ума
- Брюс Спенс — пилот
- Адам Коуберн — сын пилота
- Пол Ларссон — Бластер, умственно отсталый гигант
- Энгри Андерсон[англ.] — Айронбэр Бэйсси, правая рука Тётушки, глава службы безопасности Бартертауна
- Роберт Грабб[англ.] — приговорённый за убийство свиньи к вечной каторге
- Хелен Бади[англ.] — Саванна Никс, предводительница секты
- Джордж Спартелс[англ.] — Блэкфингер, главный механик
- Боб Хорнери[англ.] — продавец воды
- Эдвин Ходжман[англ.] — Доктор Дилгуд, церемониймейстер и главный аукционист Бартертауна

## Саундтрек
- Тина Тёрнер — One of the Living
- Тина Тёрнер — We Don’t Need Another Hero

## Номинации
«Золотой глобус» 1986
- Номинация (1)
  - Лучшая песня — «We Don’t Need Another Hero»
- «Сатурн» 1986
  - Номинации (4)
    - «Лучший научно-фантастический фильм»
    - «Лучший режиссёр» (Джордж Миллер)
    - «Лучший сценарий»
    - «Лучшие костюмы»